# Bernhard Ritter (Politiker, 1950)
Bernhard Ritter (* 6. März 1950 in Wolkenburg) ist ein deutscher Politiker (CDU). Er war von 1990 bis 1998 Mitglied im Landtag Sachsen-Anhalt.

## Leben und Ausbildung
Bernhard Ritter besuchte bis 1966 die POS und bis 1968 die Volkshochschule, 1966 bis 1969 machte er Berufsausbildung mit Abitur als Elektromonteur. 1970 bis 1978 studierte er Theologie und qualifizierte sich 1984 bis 1987 als Pastoralpsychologe. 1969 bis 1974 arbeitete er als Hochspannungsmonteur in Halle, Leuna, Buna und seit 1974 als Pfarrer an der Sankt-Johannes-Kirche in Bennungen, Kreis Sangerhausen. Er war Leiter des Arbeitskreises „Befreiende Seelsorge“.
Bernhard Ritter, der evangelischer Konfession ist, ist verheiratet und hat sechs Kinder.

## Politik
Bernhard Ritter war in der DDR parteilos und trat Februar 1990 nach der Wende der CDU bei. Er war Mitbegründer der theologischen Arbeitsgruppe „Christ und Gesellschaft in der DDR“. Bei den Kommunalwahlen im Mai 1990 wurde er zum Gemeindevorsteher von Bennungen gewählt. Er wurde bei der ersten Landtagswahl in Sachsen-Anhalt 1990 im Landtagswahlkreis Quedlinburg II – Sangerhausen II (WK 47) direkt in den Landtag gewählt. Im Landtag war er Vorsitzender des 1. Parlamentarischen Untersuchungsausschusses.
Bernhard Ritter ist Vorsitzender des 1991 gegründeten Vereins „Gesellschaft für Lebensorientierung LEO e. V.“, der Seminare anbietet, um Schwule und Lesben von ihrer sexuellen Orientierung zu „heilen“. Viele dieser Methoden gehen auf den niederländischen Psychologen Gerard J. M. van den Aardweg zurück, der auch im wissenschaftlichen Beirat des Leo e. V. sitzt. Der Paritätische Wohlfahrtsverband Sachsen-Anhalt, dessen Mitglied Leo e. V. war, schloss den Verein aus seinen Reihen aus. Der LEO e. V. wehrte sich gegen den Vorwurf der Homophobie durch Gegendarstellungen und ein Bürgerforum.

## Veröffentlichungen
- Eine andere Art zu lieben?. Zum Thema Kirche und Homosexualität. Seelsorgerliche Aspekte. Brunnen Verlag, Basel 1993, ISBN 978-3-7655-1022-9.